# David Acebey
David Acebey (Territori Ava-guaraní (Bolívia), 1945) és un escriptor bolivià, especialitzat en contes. Abans de ser escriptor va treballar com a fotògraf, artesà, guionista, periodista, taxista, professor.Ha publicat més d'una desena de llibres i ha rebut premis en conursos literaris, fotogràfics i audiovisuals.